# 진원초등학교
진원초등학교는 대한민국 전라남도 장성군 진원면 산정리에 있는 공립 초등학교이다. 교화는 국화아름다운 인정(뜻 : 인내, 다정, 순결), 교목은 은행나무꿋꿋한 기상(뜻 : 의지, 은혜, 풍요), 교색은 녹색변치 않는 꿈(뜻 : 생명, 젊음, 기상)이다.

## 학교 연혁
- 1922년 10월 4일 진남공립보통학교(4년제) 개교설립인가 5월 8일
- 1926년 4월 1일 6년제 연장
- 1934년 5월 19일 명칭 변경(진원공립보통학교)[1]
- 1938년 4월 1일 진원공립심상소학교로 개칭[2]
- 1941년 4월 1일 진원공립국민학교로 개칭[3]
- 1951년 4월 1일 진원국민학교로 개칭
- 1982년 3월 10일 병설유치원 개원
- 1996년 3월 1일 진원초등학교로 개칭[4]
- 2019년 9월 1일 제28대 한연숙 교장 부임
- 2020년 1월 10일 제96회 졸업(졸업생 6640명)

## 참고 자료
- 진원초등학교 - 한국교육학술정보원 학교알리미